# Малая Мельница (Кировская область)
Малая Мельница — деревня в Котельничском районе Кировской области в составе Карпушинского сельского поселения.

## География
Располагается на расстоянии примерно 7 км по прямой на северо-запад от райцентра города Котельнич.

## История
Известна с 1802 года как деревня Чупинская с 2 дворами. В 1873 году здесь (починок Чупинской) было учтено дворов 4 и жителей 41, в 1905 (Чупинский или Малая Мельница) 9 и 67, в 1926 (деревня Малая Мельница или Мельничане, Козловы или Чупинская) 12 и 70, в 1950 12 и 53, в 1989 проживало 12 человек. Настоящее название утвердилось с 1939 года.

## Население
Постоянное население  составляло 3 человека (русские 100%) в 2002 году, 2 в 2010.